# Піт Намлук
Піт Намлук (англ. Pete Namlook; справжнє ім'я Пітер Кулман; 25 листопада 1960, Франкфурт — 8 листопада 2012) був продюсером і композитором ембієнтної та електронної музики. У 1992 році заснував німецький лейбл звукозапису FAX +49-69/450464, яким далі керував. Його надихала музика Оскара Заля, Еберхарда Вебера, Майлза Девіса, Антоніо Карлуса Жобіма, Шопена, Венді Карлос, Tangerine Dream і Pink Floyd, і, головним чином, Клауса Шульце.
Піт Намлук випустив багато сольних альбомів, а також альбоми у співпраці з такими артистами, як Клаус Шульце, Білл Ласвелл, Гір Йенсен (Biosphere), Gaudi, Річі Хотін, Тецу Іноуе, Уве Шмідт (Atom™), Амір Абаді (Dr. Atmo), і Девід Муфанг (Move D).
Станом на серпень 2005 року Намлук і його колеги випустили 135 альбомів (за винятком перевипусків, вінілових синглів, компіляцій існуючого матеріалу та факс-релізів, які починаються з PS, в яких він особисто не брав участі у створенні музики).
«Намлук» — це «Кулман», фонетична передача його справжнього імені, написаного задом наперед.
Кулман помер 8 листопада 2012 року від серцевого нападу.

## Проєкти

### Сольні проєкти
- 4Voice (3 релізи)
- Air (5 релізів)
- Atom
- Electronic Music Center
- Music for Ballet
- Namlook (25 релізів)
- Season's Greetings (4 релізи; 1 збірник The Four Seasons)
- Silence (3 релізів з 5; перші два з Dr. Atmo)
- Syn (2 релізи)
- Music for Babies

з Dr. Atmo
- Escape
- Silence (2 релізи з 5; пізніше 3 сольні Намлука)

з Atom Heart
- Jet Chamber (5 релізів)

з Карлом Бергером
- Polytime

з Денді Джеком
- Amp (2 релізи)
- Silent Music

з Gaudi
- Re: sonate

з DJ Brainwave
- Limelight

з DJ Criss
- Deltraxx
- Sequential

з DJ Dag
- Adlernebel

з Pascal F.E.O.S.
- Hearts of Space
- Minimalistic Source

з Робом Гордоном
- Ozoona

з Робертом Гьорлом
- Elektro (2 релізи)

з Річі Хоутіном
- From Within (3 релізи)

з Хубертусом Хелдом
- Pete Namlook/Hubertus Held

з Higher Intelligence Agency
- S.H.A.D.O (2 релізи)

з Тецу Іноуе
- 62 Eulengasse
- 2350 Broadway (4 релізи)
- Sequential (один трек)
- Shades of Orion (3 релізи)
- Time²

з Гір Йенссен
- The Fires of Ork (2 релізи)

з Біллом Ласвеллом
- The Dark Side of the Moog (4 релізи з 11 також з Клаусом Шульце; інші 7 з Намлуком і Шульце)
- Серія Outland: 1, 2, 3, IV, 5
- Серія Psychonavigation: 1, 2, 3, 4, 5

з Міксмастером Моррісом
- Dreamfish (2 релізи)

з Девідом Муфангом
- Koolfang (3 релізи)
- Move D / Namlook (23 релізи)

з New Composers
- Planetarium (2 releases)
- Russian Spring

з Бурханом Очалом
- Sultan (3 релізи)

з Джохемом Паапом
- pp-nmlk

з Пітером Прочіром
- Miles Apart
- Possible Gardens

з Людвігом Ребергом
- The Putney (2 релізи)

з Робертом Сеттлером
- Kooler

з Клаусом Шульце
- The Dark Side of the Moog (11 релізів)

з Йонахом Шарпом
- Alien Community (2 релізи)
- Wechselspannung (2 релізи)

з Вольфрамом Шпірою
- Virtual Vices (6 релізи)

зі Стівом Штоллом
- Hemisphere

з Чарльзом Уззеллом-Едвардсом
- A New Consciousness (2 релізи)
- Create (2 релізи)

з Лоренцо Монтаною
- Labyrinth (5 релізів)

### Yesterday & Tomorrow
Це був короткочасний сублейбл FAX, який був створений для демонстрації більш класичної сторони ембієнтної музики. На цих релізах він іменується Пітером Кулманном, своїм справжнім ім'ям.
- Passion, з Юргеном Ребергом
- Wandering Soul з Альбаном Герхардтом
- The Sunken Road з Юргеном Ребергом і Люсією Менсе